# The Duskfall
The Duskfall är ett melodisk death metal-band från Luleå. Bandet bildades 1999 och upplöstes 2008 av medlemmar från det kortlivade death metal-bandet Gates of Ishtar. Bandet återuppstod 2014. 
The Duskfall har agerat förband åt banden Slayer och Anthrax.

## Medlemmar
Nuvarande medlemmar
- Mikael Sandorf - Rythmgitarr/Sång (1999- )
- Patrik Forlund - Sologitarr (2019- )
- Ronny Edlund - Rythmgitarr (2013- )
- Anton Lindbäck - Bas (2014- )
- Sebastian Lindgren - Trummor (2016- )

Tidigare medlemmar
~ Jakob Björnfot - Sologitarrist (2017-2019)

~ Aki Häkkinen - Sång (2015-2017)

~ Magnus Klavborn - Sång (2014-2015)

~ Fredrik Andersson - Trummor (2014-2016)

~ Jonatan Storm - Bas/Sång (2014-2015)

~ Oscar Karlsson - Trummor (2001-2008)

~ Kai Jaakkola - Sång (2001-2008)

~ Matte W Järnil - Bas (2006-2008)

~ Antti Lindholm - Rythmgitarr (2004-2008)

~ Joachim Lindbäck - Sologitarr (2003-2004)

~ Kaj Molin - Bas (2001-2005)

~ Glenn Svensson - Sologitarr (2001–2002)

## Diskografi
Demo
- 2001 – Deliverance

Studioalbum
- 2002 – Frailty
- 2003 – Source
- 2005 – Lifetime Supply of Guilt
- 2007 – The Dying Wonders of the World
- 2014 – Where The Tree Stands Dead

Samlingsalbum
- 2005 – Frailty & Source